# Sint-Elooisprijs 1997
De 42e editie van de Belgische wielerwedstrijd Sint-Elooisprijs werd verreden op 26 juni 1997. De start en aankomst vonden plaats in Ruddervoorde. De winnaar was Danny Baeyens, gevolgd door Franky De Buyst en Oleg Pankov.

## Uitslag
| Sint-Elooisprijs 1997 |                 |                            |      |
| Plaats                | Naam            | Ploeg                      | Tijd |
| Winnaar               | Danny Baeyens   | Collstrop-Zeno Project     |      |
| 2                     | Franky De Buyst | Tönissteiner-Saxon-Colnago |      |
| 3                     | Oleg Pankov     | RDM-Asfra-Sitra            |      |

## Galerij

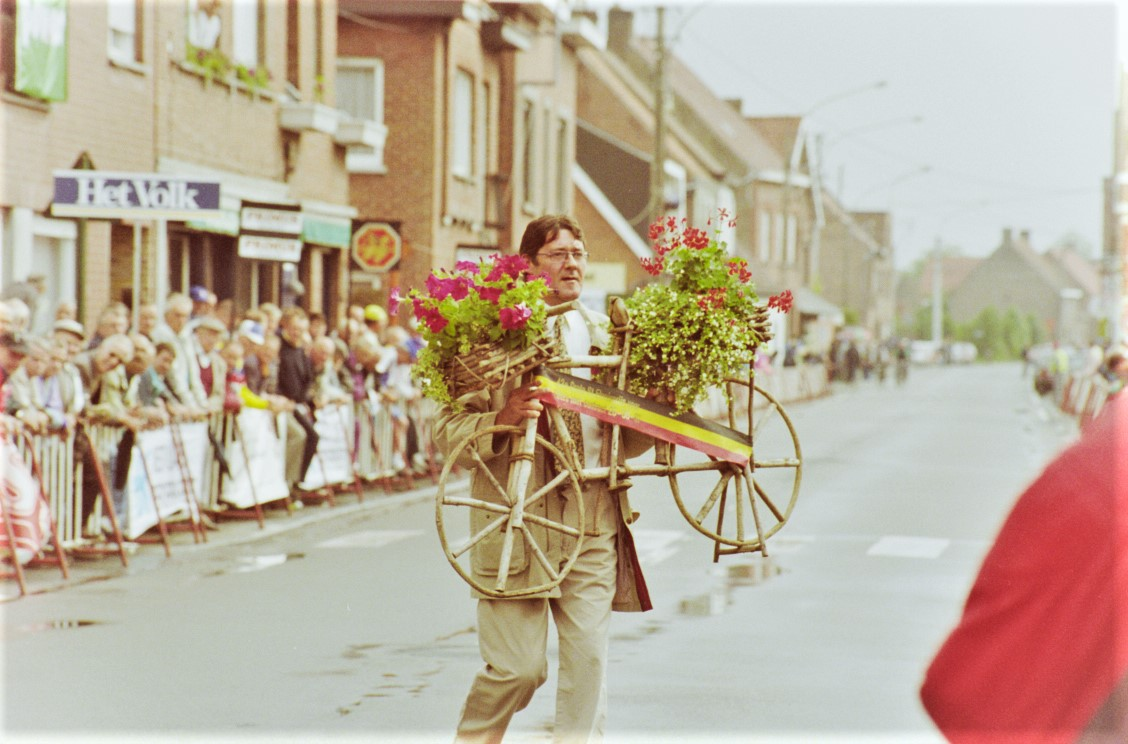
Patrick Govaert, lid van het organiserend comité Riddersport, heeft de trofee vast.
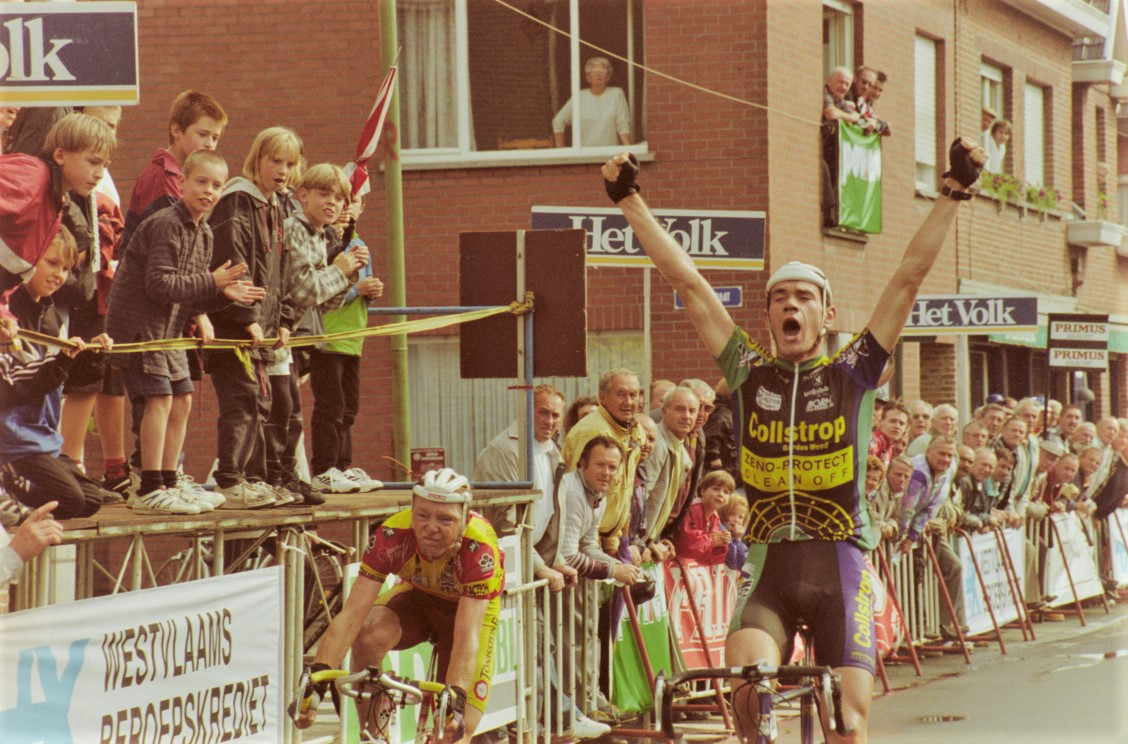
Danny Baeyens verslaat Franky De Buyst in de sprint.
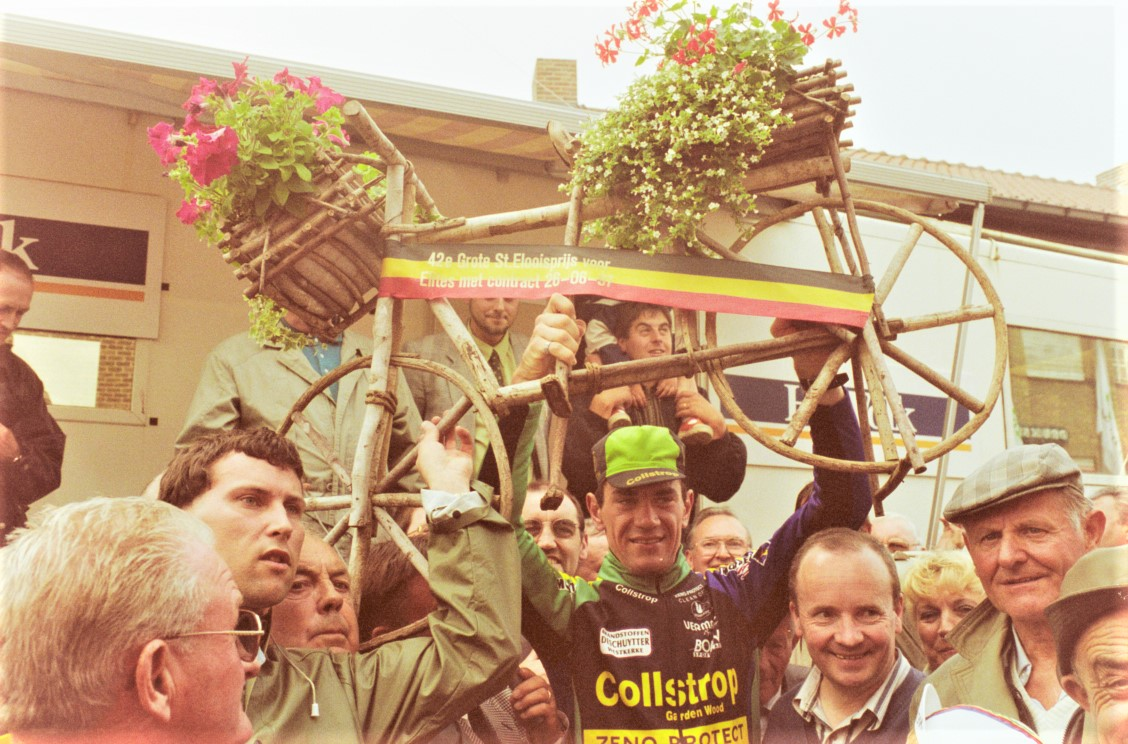
Een triomfantelijke Danny Baeyens steekt zijn trofee in de lucht.

1952 · 1953 · 1954 · 1955 · 1956 · 1957 · 1958 · 1959 · 1960 · 1961 · 1962 · 1963 · 1964 · 1965 · 1966 · 1967 · 1968 · 1969 · 1970 · 1971 · 1972 · 1973 · 1974 · 1975 · 1976 · 1977 · 1978 · 1979 · 1980 · 1981 · 1982 · 1983 · 1984 · 1985 · 1986 · 1987 · 1988 · 1989 · 1990 · 1991 · 1992 · 1993 · 1994 · 1995 · 1996 · 1997 · 1998 · 1999 · 2000 · 2001 · 2002 · 2003 · 2004 · 2005 · 2006 · 2007 · 2008 · 2009 · 2010 · 2011 · 2012 · 2013 · 2014 · 2015 · 2016 · 2017 · 2018 · 2019 · 2020 · 2021 · 2022